# Valeri Lobanovski
Valeri Lobanovski (în ucraineană Вале́рій Васи́льович Лобано́вський, în rusă Вале́рий Васи́льевич Лобано́вский; n. 6 ianuarie 1939, Kiev - d. 13 mai 2002, Zaporijjea) a fost un jucător și antrenor de fotbal ucrainean.

## Cariera de jucător
Lobanovski a început să joace fotbal la Dinamo Kiev, club la care a debutat în Liga Superioară a URSS în anul 1957. A evoluat pentru formația kieveană 7 ani, timp în care a strâns 144 de prezențe în tricoul alb-albastru și a marcat 42 de goluri. Atacant de meserie, Lobanovski a fost aproape să prindă lotul URSS la Campionatul European de Fotbal 1960, când Uniunea Sovietică a cucerit titlul, însă în locul său a fost preferat gruzinul Zaur Kaloyev, pe motiv că ar fi mai experimentat (Kaloyev avea 29 de ani, iar Lobanovski doar 21).
Totuși, Lobanovski a prins de două ori echipa națională a URSS și a fost, de asemenea, prezent la două ediții ale Jocurilor Olimpice. A devenit în scurt timp celebru pentru abilitatea sa de a plasa balonul perfect din lovituri libere: datorită acestui fapt, reușea multe goluri din lovituri libere, dar și din cornere (Lev Iașin, portarul de legendă al URSS, singurul portar care a primit un gol din corner la Campionatul Mondial, a declarat, după golul primit de la columbianul Marcos Coll în 1962, că acest gol îi aduce aminte de execuțiile “tânărului Valeri, acel băiat de la Dinamo Kiev care trimite mingea direct pe poartă când bate un corner”).
În anul 1965, Lobanovski părăsea Dinamo Kiev, ajungând la Cernomoreț Odessa. A evoluat timp de doi ani pentru formația „Marinarilor”, timp în care a marcat 15 goluri în cele 59 de meciuri disputate pentru această echipă.
S-a despărțit de Cernomoreț în ianuarie 1967, ajungând la Șahtior Donețk. Pentru „Mineri” a mai evoluat încă doi ani, bifând 50 de prezențe în tricoul negru-oranj și marcând 14 goluri.
S-a retras din activitatea de jucător la doar 29 de ani, cariera de antrenor începând-o la 30 de ani.

## Cariera de antrenor
Primul club antrenat de Valeri Lobanovski a fost Dnipro Dnipropetrovsk. A antrenat la formația din orașul de pe Nipru între 1969 și 1973, însă nu a realizat performanțe notabile ca antrenor al acestei formații.
În noiembrie 1973, a fost numit antrenor principal al formației Dinamo Kiev, formație la care avea să rămână timp de 15 ani, cu o singură întrerupere, între 1983 și 1984, când a antrenat naționala URSS. În acest răstimp, Dinamo Kiev avea să câștige de opt ori Campionatul Uniunii Sovietice, de șase ori Cupa, de două ori Cupa Cupelor și o dată Supercupa Europei.
În perioada în care a antrenat Dinamo Kiev, Lobanovski a antrenat, în paralel, Naționala de fotbal a Uniunii Sovietice, în trei etape: 1975-1976, 1982-1983 și 1986-1990.
În aceste perioade, a reușit performanțe notabile și cu naționala: la Jocurile Olimpice de la Montreal, din 1976, echipa de fotbal a Uniunii Sovietice, antrenată de Lobanovski, a reușit să se claseze pe locul trei, dobândind o medalie de bronz.
La Campionatul Mondial de Fotbal din Mexic, 1986, Lobanovski a condus de asemenea naționala URSS care a fost aproape de a se califica în sferturile de finală ale competiției.
După ce ocupase prima poziție în grupă, în urma unei victorii de răsunet în fața Ungariei, scor 6-0, și a altei victorii împotriva Canadei, URSS a întâlnit în optimi formația Belgiei. URSS a deschis scorul prin Belanov, belgienii au egalat prin Scifo (cel care în urmă cu câteva luni fusese eliminat în semifinalele Cupei Campionilor de către Steaua), același Belanov a readus URSS în avantaj, însă Jan Ceulemans a egalat din nou, trimițând meciul în prelungiri. În minutul 102, Stephane Demol a înscris golul care aducea Belgia în avantaj, iar peste opt minute Nico Claesen înscria pentru 4-2. URSS a dat însă o nouă lovitură peste doar un minut, prin același Belanov, cel care reușea hattrick-ul. Până la final, sovieticii au mai avut câteva ocazii de a trimite meciul la penalty-uri, însă scorul avea să rămână 4-3 pentru Belgia, cea care avea să ajungă până în semifinale.
În 1988, la Campionatul European, sub bagheta lui Lobanovski, URSS a ajuns în finală, însă a pierdut-o în fața Olandei. Trebuie să adaug că loturile URSS pentru cele două competiții au fost alcătuite, în majoritate, din fotbaliștii lui Dinamo Kiev.
În 1990, la Campionatul Mondial din Italia, Lobanovski nu a avut multe opțiuni de jucători de la Dinamo Kiev, deoarece majoritatea fotbaliștilor de valoare plecaseră în Occident, datorită fenomenului „Perestroika” (Restructurare) instaurat de Mihail Gorbaciov.
Pentru că nu a obținut o performanță notabilă la acest Mondial, Lobanovski a preferat să renunțe la postul de antrenor al naționalei URSS și al formației Dinamo Kiev, plecând în Orientul Mijlociu, pentru a antrena Naționala de Fotbal a Emiratelor Arabe Unite.
După patru ani în care nu a reușit nimic notabil, fostul antrenor al celor de la Dinamo Kiev a fost demis de la cârma naționalei. A preluat imediat naționala Kuweit-ului, dar, după încă doi ani, avea să fie dat afară și de la această națională. În luna ianuarie a anului 1997, Lobanovski se întorcea la prima sa dragoste: Dinamo Kiev. Clubul se afla într-o situație extrem de dificilă, fiind suspendat din Cupele Europene după ce Ihor Surkis, conducătorul clubului, fusese acuzat că ar fi încercat să îl cumpere pe arbitrul Antonio Lopez Nieto.
Până la urmă, clubul a fost iertat de suspendare, care s-a restrâns doar la acel sezon, iar Surkis a fost și el iertat de comisiile UEFA.
Astfel începea a treia „Epocă de Aur” pentru Dinamo Kiev. Cele cinci titluri consecutive de Campioană ale Ucrainei au fost însă eclipsate de participarea senzațională a formației kievene în UEFA Champions League, în sezonul 1998-1999, an în care Dinamo Kiev, cu Shevchenko, Rebrov sau Kaladze, reușea să ajungă în semifinalele competiției, unde era eliminată de Bayern München. În finala din acel sezon, Bayern avea să piardă dramatic cu Manchester United.
Lobanovski a antrenat și naționala Ucrainei de fotbal, însă a fost demis după ce a ratat un play-off disputat împotriva Germaniei pentru calificarea la Mondialul Asiatic din 2002.
În același an, Valeri Lobanovski suferea un atac de cord, pe data de 7 mai, la puțin timp după o victorie în campionat împotriva celor de la Metalurg Zaporijjea. În urma acestui atac de cord, a suferit complicații la nivelul creierului, decedând în timpul operației pe creier care putea să îi salveze viața, operație care a avut loc pe 13 mai 2002. În memoria sa, Stadionul echipei Dinamo Kiev a primit numele său, iar în fața stadionului a fost ridicată o statuie, în care Lobanovski stă pe bancă (el fiind cunoscut drept un antrenor calm).
După finala UEFA Champions League din 2003, Andrei Șevcenko, câștigător cu AC Milan al Cupei Campionilor, a adus trofeul la mormântul și la statuia celui care a avut atât de multă încredere în el, Valeri Lobanovski.

## Statistici carieră

### Club
| Club             | Sezon         | Campionat | Campionat | Cupă    | Cupă   | Total   | Total  |
| Club             | Sezon         | Meciuri   | Goluri    | Meciuri | Goluri | Meciuri | Goluri |
| ---------------- | ------------- | --------- | --------- | ------- | ------ | ------- | ------ |
| Dinamo Kiev      | 1959          | 10        | 4         | -       | -      | 10      | 4      |
| Dinamo Kiev      | 1960          | 29        | 12        | 1       | 0      | 30      | 12     |
| Dinamo Kiev      | 1961          | 28        | 10        | 1       | 0      | 29      | 10     |
| Dinamo Kiev      | 1962          | 30        | 8         | 1       | 0      | 31      | 8      |
| Dinamo Kiev      | 1963          | 38        | 8         | -       | -      | 38      | 8      |
| Dinamo Kiev      | 1964          | 9         | 0         | -       | -      | 9       | 0      |
| Total            | Total         | 144       | 42        | 3       | 0      | 147     | 42     |
| Cernomoreț Odesa | 1965          | 28        | 10        | -       | -      | 28      | 10     |
| Cernomoreț Odesa | 1966          | 31        | 5         | 4       | 5      | 35      | 10     |
| Total            | Total         | 59        | 15        | 4       | 5      | 63      | 20     |
| Șahtior Donețk   | 1967          | 32        | 9         | 2       | 1      | 34      | 10     |
| Șahtior Donețk   | 1968          | 18        | 5         | 1       | 1      | 19      | 6      |
| Total            | Total         | 50        | 14        | 3       | 2      | 53      | 16     |
| Total carieră    | Total carieră | 253       | 71        | 10      | 7      | 263     | 78     |

## Palmares

### Ca jucător
Dinamo Kiev
- Liga Superioară a URSS (1): 1961
- Cupa URSS (1): 1964

### Ca antrenor
Dinamo Kiev
- Cupa Cupelor UEFA (2): 1975, 1986
- Supercupa Europei (1): 1975
- Liga Superioară a URSS / Premier Liga Ucraineană (13): 1974, 1975, 1977, 1980, 1981, 1985, 1986, 1990, 1997, 1998, 1999, 2000, 2001
- Cupa URSS / Cupa Ucrainei (9): 1974, 1978, 1982, 1985, 1987, 1990, 1998, 1999, 2000
- Supercupa URSS (3): 1980, 1985, 1986
- Cupa CSI (2): 1997, 1998

## Statistici antrenorat
| Echipa                | Început | Sfârșit | Rezultate | Rezultate | Rezultate | Rezultate | Rezultate  |
| Echipa                | Început | Sfârșit | M         | V         | R         | Î         | Victorii % |
| --------------------- | ------- | ------- | --------- | --------- | --------- | --------- | ---------- |
| Dnipro Dnipropetrovsk | 1969    | 1973    |           |           |           |           |            |
| Dinamo Kiev           | 1974    | 1990    |           |           |           |           |            |
| Uniunea Sovietică     | 1975    | 1976    | 19        | 11        | 4         | 4         | 57.89      |
| Uniunea Sovietică     | 1982    | 1983    | 10        | 6         | 3         | 1         | 60         |
| Uniunea Sovietică     | 1986    | 1990    | 48        | 25        | 12        | 11        | 52.08      |
| Emiratele Arabe Unite | 1990    | 1993    | 37        | 18        | 10        | 9         | 48.65      |
| Kuweit                | 1994    | 1996    | 15        | 6         | 4         | 5         | 40         |
| Dinamo Kiev           | 1997    | 2002    | 138       | 110       | 20        | 8         | 79.71      |
| Ucraina               | 2000    | 2001    | 18        | 6         | 7         | 5         | 33.33      |